# Міністерство війни Кореї
Міністе́рство війни́ (кор. 兵曹, 병조, МФА: [bjʌdʑu]) — центральна урядова установа в Кореї пізнього середньовіччя і раннього нового часу. Одне з шести міністерств в урядовій системі династій Корьо та Чосон. Займалося питаннями оборони країни: відбором і вихованням офіцерів, військовою підготовкою солдат, заготівлею зброї і провіанту, охороною ванського палацу.

## Посади
| Ранг       | Посада                        | Особи |
| ---------- | ----------------------------- | ----- |
| 2 старший  | Міністр (判書, пхансо)        | 1     |
| 2 молодший | Віце-міністр (參判, чхампхан) | 1     |
| 3 старший  | Радник (參議, 참의)           | 1     |
| 5 старший  | Писар (正郞, 정랑)            | 3     |
| 6 старший  | Помічник (佐郞, 좌랑)         | 3     |

## Структура
| Назва                                         | Транскрипція     | Ханча       | Хангиль     | Роль • Функція                                                                                      |
| --------------------------------------------- | ---------------- | ----------- | ----------- | --------------------------------------------------------------------------------------------------- |
| П'ять гвардій                                 | Ові              | 五衛        | 오위        | Центральне урядове військо Чосону.                                                                  |
| Центральна гвардія або Гвардія справедливості | Чунві Ийхинві    | 中衛 義興衛 | 중위 의흥위 | |
| Ліва гвардія або Драконова гвардія            | Чваві Йон'янві   | 左衛 龍驤衛 | 좌위 용양위 | |
| Права гвардія або Тигрова гвардія             | Уві Хобунвін     | 右衛 虎賁衛 | 우위 호분위 | |
| Передня гвардія або Гвардія вірних помічників | Чонві Чхунчвавін | 前衛 忠佐衛 | 전위 충좌위 | |
| Задня гвардія або Гвардія вірних воїнів       | Ховін Чхунмувін  | 後衛 忠武衛 | 후위 충무위 | |
| Відомство обслуги                             | Сапунсі          | 司僕寺      | 사복시      | Відомство, що займалося вирощуванням і доглядом коней, возів, паланкінів тощо. Засноване 1392 року. |
| Відомство зброї                               | Кунгісі          | 軍器寺      | 군기시      | Відомство, що займалося виготовленням, зберіганням, видачею і удосконаленням зброї.                 |
| Управління таборів                            | Чонсольса        | 典設司      | 전설사      | Відомство, що займалося організацією таборів, зберіганням і видачею бойових наметів і завіс.        |
| Управління гвардії престолоспадкоємця         | Седжу-іквіса     | 世子翊衛司  | 세자익위사  | Відомство, що охороною наступника престолу.                                                         |
| Відомство військової підготовки               | Хунньонвон       | 訓鍊院      | 훈련원      | Відомство, що займалося підготовкою, атестацією і переатестацією солдат і офіцерів.                 |
| Управління заготівель                         | Піпьонса         | 備邊司      | 비변사      | Відомство, що займалося фінансами і заготівлею провіанту.                                           |